# Вашингтон Тауншип (округ Снайдер, Пенсільванія)
Вашингтон Тауншип (англ. Washington Township) — селище (англ. township) в США, в окрузі Снайдер штату Пенсільванія. Населення — 1761 особа (2020).

## Демографія
Згідно з переписом 2010 року, у селищі мешкали 1654 особи в 585 домогосподарствах у складі 470 родин. Було 630 помешкань
Расовий склад населення:
| - 99,2 % — білих - 0,4 % — чорних або афроамериканців - 0,1 % — азіатів |

До двох чи більше рас належало 0,4 %. Частка іспаномовних становила 0,5 % від усіх жителів.
За віковим діапазоном населення розподілялося таким чином: 24,7 % — особи молодші 18 років, 62,1 % — особи у віці 18—64 років, 13,2 % — особи у віці 65 років та старші. Медіана віку мешканця становила 39,9 року. На 100 осіб жіночої статі у селищі припадало 108,3 чоловіків;  на 100 жінок у віці від 18 років та старших — 106,1 чоловіків також старших 18 років.
Середній дохід на одне домашнє господарство  становив 68 645 доларів США (медіана — 58 000), а середній дохід на одну сім'ю — 71 785 доларів (медіана — 64 464). Медіана доходів становила 38 819 доларів для чоловіків та 39 286 доларів для жінок. За межею бідності перебувало 7,4 % осіб, у тому числі 12,4 % дітей у віці до 18 років та 6,4 % осіб у віці 65 років та старших.
Цивільне працевлаштоване населення становило 798 осіб. Основні галузі зайнятості: освіта, охорона здоров'я та соціальна допомога — 27,8 %, виробництво — 21,4 %, роздрібна торгівля — 14,9 %.